# Agoniates anchovia
Agoniates anchovia is een straalvinnige vissensoort uit de familie van de karperzalmen (Characidae). De wetenschappelijke naam van de soort is voor het eerst geldig gepubliceerd in 1914 door Carl H. Eigenmann. Ze komt voor in Zuid-Amerika onder meer in de Amazone.